# Karl Barth
Karl Barth (n. 10 mai 1886, Basel, Cantonul Basel-Oraș, Elveția – d. 10 decembrie 1968, Basel, Cantonul Basel-Oraș, Elveția) este considerat cel mai influent teolog creștin reformat de la Calvin încoace. Papa Pius al XII-lea l-a descris ca fiind cel mai important teolog de la Toma d'Aquino. A fost pastor și unul dintre gânditorii de frunte ai mișcării neo-ortodoxe.

## Biografia timpurie
Născut la Basel, în Elveția, și-a petrecut anii copilăriei în Berna. Din 1911 până în 1921 a slujit ca pastor reformat în satul Safenwil din cantonul Aargau. Mai târziu a devenit profesor de teologie în Bonn, Germania. A fost nevoit să părăsească Germania în 1935, după ce a refuzat să jure loialitate lui Adolf Hitler. Barth a plecat înapoi în Elveția și a devenit profesor la Basel.
Barth a fost educat în liberalismul protestant german de profesori ca Wilhelm Hermann, dar a reacționat împotriva acestei teologii cam în timpul Primului Război Mondial. Reacția sa a fost influențată de mai mulți factori, cum ar fi dedicarea sa față de mișcarea creștin-socialistă germană și elvețiană având în centru personalități ca Hermann Kutter, influența mișcării realismului biblic din care făcea parte Christoph Blunhardt și impactul filozofiei sceptice a lui Franz Overbeck. Cel mai important factor, însă, a fost reacția sa la sprijinul acordat de profesorii săi liberali țelurilor de război ale Germaniei. Barth credea că profesorii săi fuseseră induși în eroare de o teologie care îl lega prea stâns pe Dumnezeu de cele mai sublime, profunde expresii și experiențe ale oamenilor civilizați, până la a crede în sprijin divin pentru o politică de război despre care credeau ei că se duce în sprijinul acelei civilizații, a cărei experiențe inițială părea să le fi stârnit dragostea și devotamentul.

## „Epistola către romani”
În comentariul său la Epistola către romani (mai ales în a doua ediție din 1922, mult rescrisă) Barth susține că Dumnezeul care este revelat în crucea lui Isus provoacă și răstoarnă orice încercare de a-l alia pe Dumnezeu cu civilizații, realizări sau posesiuni omenești. Cei mai mulți teologi cred că acesta este cel mai important tratat teologic de la Despre religie (1831) a lui Friedrich Schleiermacher (1768-1834).
În deceniul ce a urmat primului război mondial, Barth s-a alăturat unui număr de alți teologi, având de fapt concepții extrem de variate, dar care cu toții reacționaseră împotriva liberalismului profesorilor lor, într-o mișcare cunoscută ca Teologia dialectică (Dialektische Theologie). Alți membri ai acestei mișcări au fost Rudolf Bultmann, Eduard Thurnseyen, Emil Brunner și Friedrich Gogarten.

## Atitudinea față de nazism
În 1934, pe când Biserica Protestantă se supusese celui de-al Treilea Reich, Barth a devenit principalul autor al Declarației de la Barmen (Barmer Erklärung), ce respingea influența nazismului asupra creștinismului german, argumentând că supunerea Bisericii față de Dumnezeul lui Isus Cristos ar trebui să îi dea imboldul de a rezista altor „domni”, cum ar fi Führer-ul german, Adolf Hitler. Acesta a fost unul din documentele fondatoare ale Bisericii Mărturisitoare, iar Barth a fost ales în consiliul ei de conducere, Bruderrat-ul.
Barth a fost forțat să își dea demisia din funcția de profesor la Universitatea din Bonn, din cauza refuzului său de a jura loialitate lui Hitler și s-a întors în Elveția natală, unde a ocupat o catedră de Teologie sistematică la Universitatea din Basel. În cursul numirii sale, i s-a cerut să răspundă la o întrebare de rutină, ce li se pune tuturor funcționarilor publici elvețieni, și anume dacă susține sau nu apărarea națională. Răspunsul său a fost: „Da, mai ales la granița de nord!”
În 1938 i-a scris o scrisoare lui Josef Hromádka, un coleg de-al său ceh, în care declara că soldații care luptă împotriva Celui de-al Treilea Reich slujesc o cauză creștină.

## Lucrări de Karl Barth
- Epistola către romani (Der Römerbrief)
- Dogmatică bisericească (Kirchliche Dogmatik)—13 volume
- Predicarea de-a lungul anului creștin
- Dumnezeu aici și acum
- Teologia evanghelică. O introducere
- "Biserică și Stat"